# Probeprägung
Mit Probeprägung wird sowohl der Vorgang des Münzenprägens zu Testzwecken als auch das daraus entstandene Produkt bezeichnet. 
Probeprägungen, auch Probemünzen oder kurz Proben genannt, werden aus unterschiedlichen Gründen hergestellt. Sie können dazu dienen, eine Prägemaschine zu testen oder ein neues Prägeverfahren auszuprobieren. Oder sie werden geprägt, um einen Entwurf für ein neues Münzdesign in anschaulicher Weise präsentieren zu können. 
Meistens werden Probeprägungen wieder vernichtet oder in den Archiven der Prägeanstalt gelagert, gelegentlich aber auch an Sammler verkauft. Wegen ihrer Seltenheit sind Probemünzen bei Sammlern teilweise sehr gesucht. Einige Prägeanstalten sind deshalb dazu übergegangen, als Proben bezeichnete Münzen speziell für Sammler anzufertigen, oft in viel größerer Anzahl als nötig oder ganz ohne technische Gründe. Beispiele dafür sind die in Polen und der Tschechoslowakei zahlreich ausgegebenen Münztypen mit der Aufschrift „Próba“, viele französische und monegassische Prägungen sowie die von der Swissmint seit 1998 mit dem Zusatz „Essai“ versehenen Gedenkmünzen. Neben der französischen Bezeichnung Essai ist im englischsprachigen Raum die Bezeichnung als Pattern coins üblich. 
Keine eigentlichen Probeprägungen, sondern von Privaten hergestellten Medaillen sind die irreführend als „Euro-Proben“ vermarkteten Münzen aus Ländern, welche nicht der Europäischen Währungsunion angehören. 
Siehe auch: Abschlag (Numismatik)